# Castell de Pierrefonds
Castell de Pierrefonds (és un castell o château medieval francès situat en la comuna de Pierrefonds en el departament d'Oise, en la regió d'Alta França. Està al límit sud del bosc de Compiègne, a al nord de París, entre els municipis de Villers-Cotterêts i Compiègne).
Castell feudal, potser el més bell, fort é imponent de quants han estat construïts a França des mitjans del segle xiii fins a fins de el XV. Es deu completament a Lluís I d'Orleans, germà de Carles VI de França, que el va fer construir de 1395 a 1407, va a el mateix temps que va adquirir el de Coucy i va emprendre la restauració de les fortaleses de la Ferté-Milon, Montépilloy i Vez. Tot just acabat el castell de Pierrefonds va ser assetjat pels borgonyons, però va quedar en poder dels ducs d'Orleans.
Durant els tumults de la Lliga i sota el regnat de Lluís XIII de França va servir de refugi als seus partidaris, els saquejos i excessos d'administració van cansar de tal manera a les poblacions veïnes, que davant les seves demandes Lluís XIII el va enviar desallotjar en 1622. Va ser adquirit per Napoleó I, en 1813, i va passar des de llavors á la llista civil; actualment pertany a l'Estat, que l'ha classificat com a monument històric.
Aquest castell, envoltat de vuit magnífiques torres rodones i rematat per una torrassa quadrangular, es troba adornat exteriorment per un superb baix relleu de grans proporcions que representa l'Anunciació i per les estàtues dels nou esforçats (Preux). Les estàtues de les nou esposes d'aquells es troben a l'interior, sobre la campana de la gran xemeneia la qual va ser restaurada pel Govern francès, així com la capella, els edificis destinats á habitacions i la muralles, sota la direcció de l'arquitecte Violloet -li-Duc.
Napoleó III va establir en aquest castell la seva col·lecció d'armes i armadures, la qual va haver de ser restituïda als seus hereus. Les restes que quedaven intactes eren de força importància el que va permetre que el treballs de restauració poguessin fer-se amb les millors garanties d'èxit; aquests treballas començaren el 1858, dirigits en un principi per un dels arquitectes francesos més entesos en construccions militars de l'Edad Mitjana.